# Hazel, South Dakota
Hazel är en kommun (town) i Hamlin County i South Dakota. Vid 2010 års folkräkning hade Hazel 91 invånare.